# Popiwka (Konotop)
Popiwka (ukrainisch Попівка; russisch Поповка Popowka) ist ein Dorf im Westen der ukrainischen Oblast Sumy mit etwa 6000 Einwohnern (Stand 2022).
Popiwka liegt am Ufer der Kukolka, einem 31 km langen Nebenfluss des Seim und grenzt im Osten an das Stadtgebiet vom Rajonzentrum Konotop, dessen Stadtzentrum 8 km östlich vom Dorf liegt. Nördlich von Popiwka verläuft die Regionalstraße P–61. Das Oblastzentrum Sumy befindet sich 133 km südöstlich vom Dorf.
Bei der russischen Invasion in die Gegend Februar/März 2022 wurde Popiwka knapp verschont. Anfang April wurde die Region von den ukrainischen Truppen zurückerobert.

## Verwaltungsgliederung
Am 12. Juni 2020 wurde das Dorf zum Zentrum der neugegründeten Landgemeinde Popiwka (Попівська сільська громада/Popiwska silska hromada). Zu dieser zählen auch die 40 in der untenstehenden Tabelle aufgelisteten Dörfer sowie die 4 Ansiedlungen Pytomnyk, Salisnytschne, Sawodske und Schewtschenkiwske, bis dahin bildete es zusammen mit den Dörfern Selyschtsche und Tuluschka die gleichnamige Landratsgemeinde Popiwka (Попівська сільська рада/Popiwska silska rada) im Westen des Rajons Konotop.
Folgende Orte sind neben dem Hauptort Popiwka Teil der Gemeinde:
| Name                     | Name          | Name                                |
| ukrainisch transkribiert | ukrainisch    | russisch                            |
| ------------------------ | ------------- | ----------------------------------- |
| Pytomnyk                 | Питомник      | Питомник (Pitomnik)                 |
| Salisnytschne            | Залізничне    | Зализничное (Salisnitschnoje)       |
| Sawodske                 | Заводське     | Заводское (Sawodskoje)              |
| Schewtschenkiwske        | Шевченківське | Шевченковское (Schewtschenkowskoje) |
| Selyschtsche             | Селище        | Селище (Selischtsche)               |
| Tuluschka                | Тулушка       | Тулушка                             |